# Associació Helmholtz
L'Associació Helmholtz de Centres de Recerca Alemanys (en alemany: Helmholtz-Gemeinschaft Deutscher Forschungszentren) és l'organització científica més gran d'Alemanya. És una unió de 18 centres d'investigació científicotècnica i biomedicina. La missió oficial de l'Associació és "resoldre els grans reptes de la ciència, la societat i la indústria". Per tant, els científics de Helmholtz centren la seva investigació en sistemes complexos que afecten la vida humana i el medi ambient. L'homònim de l'associació és el fisiòleg i físic alemany Hermann von Helmholtz.
El pressupost anual de l'Associació Helmholtz ascendeix a 5.800 milions d'euros, dels quals aproximadament el 70% es recapta amb fons públics. El 30% restant del pressupost és adquirit pels 19 centres Helmholtz individuals en forma de finançament contractual. Els fons públics són proporcionats pel govern federal (90%) i la resta pels Estats d'Alemanya (10%).
L'Associació Helmholtz va ocupar el sisè lloc el 2022 pel Nature Index, que mesura els col·laboradors més grans als articles publicats en 82 revistes principals.